# Alpenhooibeestje
Het alpenhooibeestje (Coenonympha gardetta) is een vlinder uit de onderfamilie Satyrinae van de familie Nymphalidae, de vossen, parelmoervlinders en weerschijnvlinders.
De voorvleugellengte van de vlinder bedraagt 15 tot 16 millimeter. De bovenzijde van de vlinder is overwegend grijsbruin, op de voorvleugel is vaak een meer oranjekleurig veld te onderscheiden. De onderzijde van de achtervleugel is donker grijsbruin, met een (vuil-)witte zoom met oogvlekken. De onderzijde van de voorvleugel is oranje met een (vuil-)witte zoom.
De vlinder leeft op bergweiden, ook als daarop enkele bomen en struiken staan. Hij vliegt op hoogtes van 800 tot 2900 meter boven zeeniveau. De vlinder is te vinden in gebergten van het Centraal Massief tot in Albanië.
De waardplanten van het bleek hooibeestje komen uit de grassenfamilie. De eitjes worden stuk voor stuk op grashalmen afgezet. De rups overwintert en verpopt aan het begin van de zomer. De soort vliegt van juni tot september in één jaarlijkse generatie.

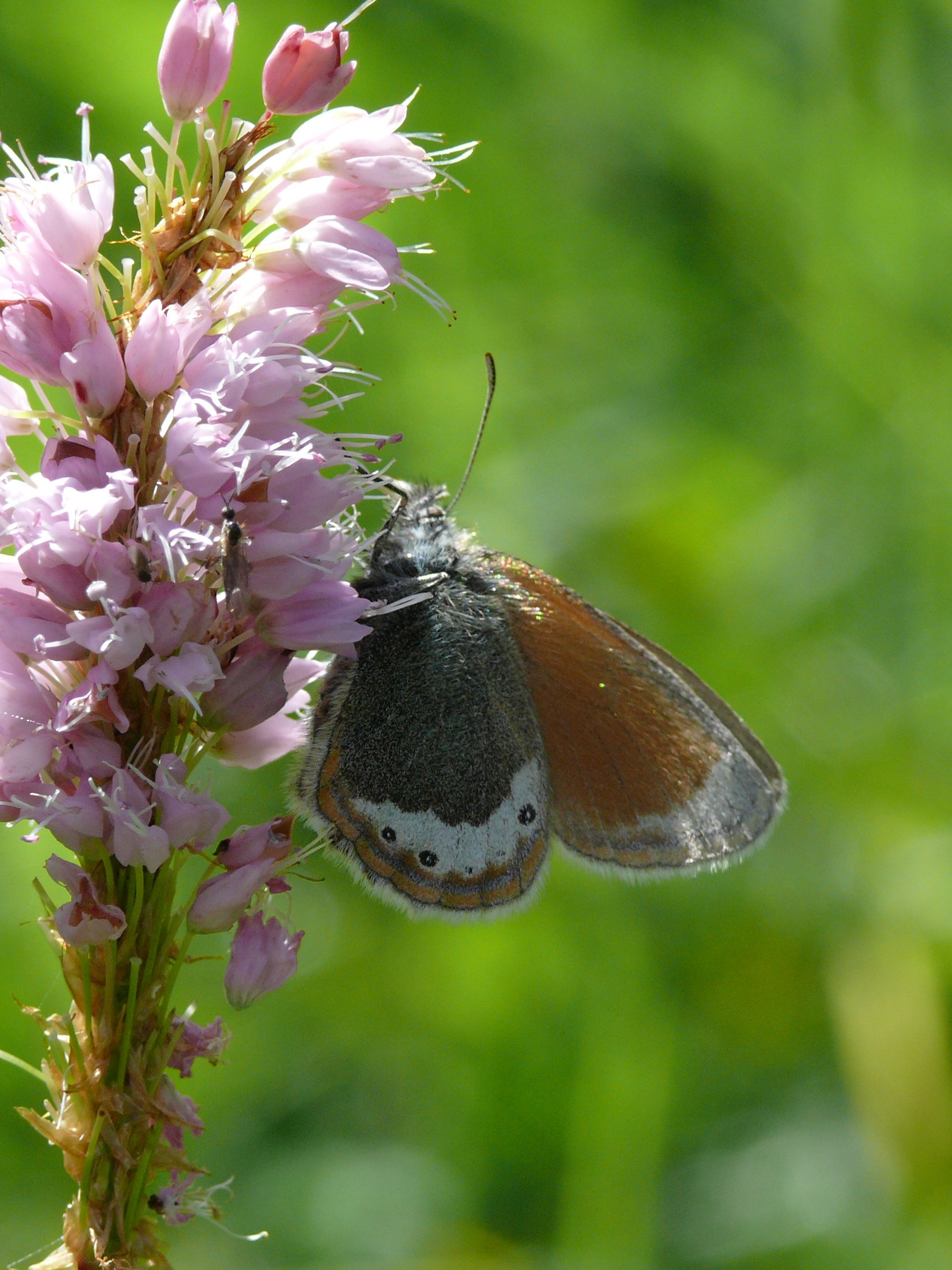